# Oskar Auster
Oskar Ludwig Auster (* 7. Dezember 1853 in Zittau; † 22. Januar 1919 ebenda) war ein deutscher Bauingenieur und Baubeamter. Er war Dezernent des städtischen Bauwesens in Zittau.

## Leben
Von 1877 bis 1882 war Oskar Auster Lehrer an der Baugewerkschule Holzminden, an der er auch mit der Projektierung und Ausführung verschiedener Hochbauten, Tiefbauten, Brückenbauten und Straßenbauten betraut war. Von 1882 bis 1887 arbeitete er beim städtischen Tiefbauamt in Leipzig, anschließend bis 1894 als Stadtbaumeister in Freiberg. Im Jahre 1894 kam er zurück nach Zittau und wurde am 1. Mai 1894 als viertes besoldetes technisches Ratsmitglied angestellt. Er wurde später mit dem Ehrentitel eines (königlich sächsischen) Baurats ausgezeichnet.

## Leistungen
Unter Austers Leitung wurden in Zittau wichtige Bauaufgaben geplant und ausgeführt. Eines der bedeutendsten kommunalen Bauprojekte war die Regulierung des Mandauflusses. Auch um die Errichtung und Erweiterung des städtischen Elektrizitätswerks, den Ausbau des Straßenbahnnetzes, die Erweiterung des Gaswerks und den Bau der Oybiner Wasserleitung machte er sich verdient. Während des Ersten Weltkriegs war er außerdem mit der Leitung des Kriegsunterstützungswesens betraut.